# 魔獣戦士ルナ・ヴァルガー
『魔獣戦士ルナ・ヴァルガー』（まじゅうせんしルナ・ヴァルガー）は、秋津透による日本のライトノベル。イラストレーションを1巻から9巻までがあろひろし、10巻から12巻と外伝はつなき亜樹が手がけた。角川文庫・角川スニーカー文庫（角川書店）より1988年4月から1995年5月まで刊行された。シリーズ累計部数は100万部を記録している。
本作に続いて「魔獣戦記ネオ・ヴァルガー」も出され、ヴァルガーシリーズを形成した。また本作だけでもアニメーションやテーブルトークRPGにもなっている。

## あらすじ
全くの別の次元・時間・世界。とある大陸の小国リムズベルは、世界征服をせんがために北進してきたダンバス帝国の大軍に包囲されていた。美人で剣の達人であるリムズベルの第二公女ルナは、その活躍で一度はダンバス軍を混乱させるも、次の攻撃には持ちそうにない状況だった。
その状況の中、ルナはリムズベル城地下深く封じ込められていた大魔獣ヴァルガーを復活させ、ダンバス軍を蹴散らすことに成功するが、気づくとルナは魔獣の頭部と合体していた。このままでは嫁にも行けない身体になったルナは、この状態を解いてもらうため、伝説の大魔道師ザシャムを捜しに北へと旅立った。

## 登場人物
ルナ・ド・リムズベル
本編の主人公。17歳。リムズベル公国の第二公女であり、ヴァルガーとの合体前から軍を率いて戦っており、猛将公女（はねっかえりプリンセス）として諸国に知られていた。火攻めを得意とする。物語の初頭でドラゴン・ヴァルガーと合体し、世界の動乱の中心となる。信義に厚く、一度交わした約束を必ず守り通すが、かなりのお人好しで、リルからは「カモ」扱いされる。跳ねっ返りと呼ばれているもののヴィーナから「（ヴァルガーと合体した後に）このままでは行かず後家」と言われたことにショックを受けている辺り、人並みの恋愛や結婚を望む普通の女の子と言える。ミル・ユードと大恋愛の末に結婚し、娘のディアーヌをもうける。
ゼナ・ド・リムズベル
ルナの姉。リムズベル公国の第一公女。隠居したヴォルフ大公に代わり、以後公国の政治面をとりしきる。
天然ボケな上に絶望的な長話をする。ただ長いだけではなく、その呼吸といい言葉遣いといい、聞く者全ての気力を根こそぎ奪い去る、まさに天才（天災）的といえる。しかしルナによれば、本人はこれでもごくざっくばらんに話しているつもりとのことで、これが手紙ともなると「キチンとした形式と定型を守り、粗相の無いよう万全の注意を払い、清く、正しく、美しく、気品と気合と気迫を込めまくって（ルナ談）」書いてしまうため、その破壊力は会話の比ではなく、「一撃よく山羆をも倒す」程の威力を誇るらしい（ミル・ユードはさわりを読んだだけで行動不能になるほどのダメージを受けた）。後にノワール・ダンバスの元に嫁いでダンバス皇妃となるが、ダンバスの屈強な戦士達も彼女の長話からは逃げ出してしまう。
ヴィーナ・ド・リムズベル
ルナの妹。12歳。リムズベル公国の第三公女。諸国を漫遊するルナに代わり、以後軍を率いる。可憐だが気丈で、頭の回転も速い。ゼナとルナがそれぞれ嫁いだ後はリムズベル公国の事実上の女大公となって政務を取り仕切る。
ヴォルフ・ド・リムズベル
ルナの祖父。物語スタート時におけるリムズベル公国の大公。
カーライル
リムズベル公国の近衛戦士団長。21歳。裏表の無い性格で、公女であるルナやヴィーナが相手でも遠慮なく意見を述べる。エリオン王国でのお家騒動の後にテオドラと結ばれてエリオン王となるが、ヴィーナからは「逆タマ」と言われてしまう。
エルミ
リムズベル公国で働く侍女。主にヴォルフの身の回りの世話を勤める。母親は「伝説の娼婦」と呼ばれた人物で、母親直々に教え込まれた「技術」はリルに匹敵する。城に売春宿を開いたリルに侍女を勧誘しないよう説得するが、当然ながらリルに押し倒されて手篭めにされるも、教えられた「技術」を使って何とか「引き分け」に持ち込む。
ジャン・ジャック・ジャックポット・ドレスデン（マスク・ド・ジャック）
リムズベルにバイキング達を引き連れてやってきた商人。ドレスデン一族の出身だが、父親が4WDとの権力争いに敗れて殺害されたことから賞金首となり、顔を隠すために仮面を身につけている。一族の当主になった暁にはジャン・ジャック・ジャックポット・ジャスティスブレイカー・ドレスデンと名乗るつもりだったが、リムズベルの事実上の海軍司令官になったことで叶わなかった。ログリアンのダンバス艦隊を焼き討ちした時の経緯からヴィーナと相思相愛の間柄となる。
ドン・デンガーン
千人以上にもなるバイキングの船団デンガーン族を率いる族長。間延びした胴間声で話すのが特徴で、何か話す度に周りの子分達が大声で騒いで太鼓を叩きまくる。母港を失って流浪していた所をジャックに拾われ、リムズベルを新たな母港とした。
バト・ロビス
ロビス家当主でありながら、ダンバス軍に所属する軍人。軍における階級は部隊長。隻眼・強面髭面・筋骨隆々とした大男で、リムズベル攻城戦でルナに敗れて以来、物語を通して活躍する。最終巻ではルナと姻戚関係となるなど、以後物語中で重要な役割を果たす。カルバドク卿ミル・ユードの母方の叔父である。妻はリドル侯爵家出身のアイーナ。
無謀戦士と呼ばれる猪突猛進型の戦士であるが、優秀な戦術家であり、作戦を立案するとなると常に的確なものを考える。また、ノワール皇帝との会話では「本当に恐ろしい相手は和解の余地がない相手であり、強大でも話し合いによる和睦の通じる相手には恐怖する必要はない」と発言している。愛用の武器は南方独特の武器、斧剣（アクスォード）。作中一の性豪であり、領地のロビス渓谷には母親が全員異なる息子が9人おり、更にリオネル、ファラとの間にもそれぞれ1人ずつ子供をもうける。最終巻の戦いの後にロビス家の習慣に従って世界放浪の旅に出る。
テオドラ・ド・エリオン
エリオン王国の王女。心理・変形・移送の複合魔術師であり、自らの魔法で限定的ながらルナの体に見かけ上ヴァルガーの尻尾以外を押し込めることに成功。力が使えるのは月の触りの間に限られる（後に結婚してからは条件が変わった）。
変形魔術師としての能力は対象物に翼をつけることで、それにより黒翼猫のロコを生み出した。顔に似合わず辛辣な毒舌家で、ギルバートをこっぴどく振った経験があり、彼から深く恨まれる。
ロコ
テオドラの使い魔。のちにルナに付き従い冒険をともにする。黒翼猫（ウイングキャット）であり、尻尾をもった少年の姿か、翼（羽状）を備えた黒猫の姿をとることができる。後にリルとの間に1子をもうける。
ミル・ユード
ダンバス帝国カルバドク侯の嫡子で、主に北方において隊商を引き連れ陸上貿易を営む。魔道都市アルタイオにてルナと出会って以来行動を供にし、魔剣「斬魔獣剣（スレイヤー・オブ・ヴァルガーズ）」を振るって、ルナと共に様々な戦いに臨む。バト・ロビスの甥であり、剣術の腕前もバト譲り。冷静で理知的な性格だが、いざという時の決断力は無謀戦士の甥に相応しいものとなる。
レイピア・ロナ
ミル・ユードの乳兄妹で従者。彼を「我が君（マイ・ロード）」と呼び、絶対的な忠誠を誓っている。武器は細剣（レイピア）と九条鞭。
ギルバート・エゼン
ワイバーンコーリングの能力を持つ召喚魔道師。
最初は通常のワイバーンをコーリングするだけだったが、魔道力の増加と共に、より強力なゴールデンワイバーンのコーリングを修得。更に数え切れない程多数を召喚して自在に操ることもできるようになり、最終的には伝説の魔道師ザシャムからギガントワイバーンコーリングの呪文を授かるほどになる。
自信過剰でお気楽な性格と能天気な高笑いがタマに瑕。極度の方向音痴でもある。一方で召喚魔道師としてはアルタイオでもトップクラスの実力を持ち、ファラの評価も高い。実は「ルナ・ヴァルガー」の時代ではヴァルガーに3度も戦いを挑んだ唯一の魔道師でもある。
当初はお気楽さが目立っていたが、中盤からはミルやレイピアのために無償で骨身を削る義理堅い一面も見せるようになり、最終的にはノワール皇帝と堂々と渡り合うまでの人格的な成長を見せた。
なお、彼の召喚するワイバーンの形状はムササビに似た皮膜を持つトカゲである。口から火球や火炎を吐き、ゴールデンワイバーンは超音速で飛行することもできる。ただし、ギガントワイバーンのみは非常に巨大な翼竜の姿をしている。エゼン家は代々変人揃いで有名で、父親は魔道士の素質がありながら戦士になることを目指してアルタイオを出奔している。後にレイピアと結婚、「ネオ・ヴァルガー」の時代では2児の父親で、アルタイオの評議員を務めている。
ワイバーンにはゴールデン・ギガントに加えバーニングワイバーンというのがいるらしい。
アチャラカ・スチャラカ・チャーラン・ポーラン
ウニコーリングの能力を持つ魔道師。
「通称・海栗雪崩」と呼ばれる技はその圧倒的な召喚数でランド・シップを地の底に沈めてしまったことがある。
このウニはまずくて食用にならない（食材としての表記は『雲丹』）。ポーラン家はコーリングメイジの家系だが何故か「海産物を召喚する能力」以外滅多に出てこない。
ゴシップ誌「でいりぃ・あるたいお」の発行無責任者。うさんくさい怪しげな記事な場合が多数だが、本質に迫っている場合もあり、ミルは一時彼から情報を買おうと考えていた。なお、ファラ・ミルドレッドは熱心な読者である。
厚かましく他人の迷惑をかえりみない人柄のせいか、彼の周りにはトラブルが絶えない。
自身を「ミスター・ポーラン」と呼んで貰いたがる。
ギルバートやチョーサーに比べると方向感覚は比較的まとも。
ギネヴィア・オフィーリア・コンスタンツェ・ポーラン
チャーランの妹で、天候操作（降雨）の能力を持つ魔道師。
薬作りの才能があり、薬品店を経営している。彼女もかなりの長話だが、ゼナ公女のような破壊力は無い。ミル・ユードのファン。ポーラン家では数代ぶりに現れた、海産物召喚（コーリング）以外の能力を持つ魔道師ではあるが、能力使用の場面は無かった。なぜか、ギネヴィアというファーストネームで呼ばれることを嫌い、「レディポーラン」と呼ばれる。ルナがログリアンでドレスデン一族に捕らわれた際に彼女の名前で誤魔化そうとした。
スミス・チョーサー
天候操作（晴天）の能力を持つ魔道師。
メガネが特徴。お気楽さでは群を抜いているが、そのお気楽さで晴天を呼び込んでおり、彼にとっては欠かせない能力である。ギルバートと互角以上の方向音痴。趣味の武器屋（ただし魔道師は戒律で武器の使用を禁じられているため、実際には使用できない武器だけを扱っている）を経営していたが、商才は無く、破産の憂き目をみる。直接の原因は、使用できないと思って高額で仕入れた斬魔獣剣などを「実際に使用するもので商売はできない」と無償で譲り渡してしまったためだが、他にも「ホワイトヒーター（炎を発するが剣全体が白熱するため使えない）」をバト・ロビスが「根性」で使いこなした際にも無償で譲っている。
リムズベルに立ち寄った時には、ヴィーナの可憐さに一目惚れして「さーどぷりんせす」というヴィーナのファンクラブを立ち上げ、普段のお気楽ぶりとは考えられないほど熱狂的に活動するが、チャーランに半ば強引に南方への旅路に同行させられ、活動休止を余儀なくされる。
物語中盤でザシャムの「ゆうもあ」に関する弟子となる。
リム・リリス
縞兎（ストライプヘア）に変身する獣人族（ゾアン・ウールス）の少女。愛称はリル。
母親はゾアン・ウールスの伝統儀式の生贄として選ばれた身であったが、生贄に与えられた特権をさんざん楽しんだ挙句に見張り役をたらし込んで逃亡し、彼女を生んだ。それによって生贄としての資格は失われたが、自身は追っ手によって殺され、今度は娘が次の生贄として狙われることになった。父親はたらし込まれた見張り役で、共に殺された。
享楽的かつ自己中心的な性格。倫理観念がほとんどない。性行為に関しても同様で、主に街の売春宿で働いており、その「技術」はトップクラス。そして同性異性見境無しにその技術を振るい、ルナ、レイピア、リオネル、バト、ロコ等と関係を持つ。シャドウの虜囚となった時も一族の娘たちを次々と毒牙にかけ、ハーレムを形成している。ゾアンたちからは「性悪」と呼ばれている。ある事件が元でお化けや死霊術師が苦手である。一方で売春婦の仕事に強いプロ意識を持っており、お客様には相手が誰であれ全力でサービスすることをモットーとしている。
名前の由来はリリスから（なお、ゾアン・ウールスの名前は姓+名である）。
リム・リオネル
ゾアン・ウールスの巫女で、リルの従姉妹。高飛車でキツイ性格だが、巫女としての責任感がそうさせているだけで、実際は心優しい少女である。実の姉がリルの母親の代わりに生贄にされた過去があり、更に実妹のエルザがリルの代わりの生贄になっていたため、リルを捕らえるべく奔走する。リルやファラほどではないが性については奔放な一面があり、エルザ、バト、リルと関係を持ち、バトとの間にゾアンと人間のハーフである娘、ヴェローナをもうける。なお、ゾアンは人間族との間に子が出来た例が無く、懐妊した際には本人が一番驚いていた。
人間時はかなりの美少女だが、変身すると非常に不細工なカモノハシペンギンになってしまう。
ファラ・ミルドレッド
死霊術師（ネクロマンサー）。女性ながら魔道都市（アルタイオ）の評議長となる。
ネクロマンサーであるため他者の精気（エナジー）を吸収して寿命を延ばす能力があり、外見は若々しいが実年齢は100歳を超える。必要な精気は魔道屍人（ダムンド）から吸い上げる。彼女も性に関しては奔放であり、男性のダムンドを夜のお相手としても用いている。バトとも関係を持ち、息子を懐妊する。
グレゴール・クライシス
魔道都市アルアイオにおいても稀に見るほどの天才死霊魔術士。非常に知性が高いのだが、他者に対する配慮があまりに乏しく、倫理観が欠けている。そのため、数々の非道な実験に手を染め、マッドサイエンティストの名をほしいままにしている。
登場時は「永遠の命」に執着しており、非道な実験の末に、「力ある者」（魔道師）の脳から闇魂（ダークソウル）を作り出すことに成功している。なお、この時の犠牲者はポーラン家の先祖であるらしい（絶命時に銀ダラを召喚）。そして完成した闇魂の被験者第一号は、使い魔のチャフである。
闇魂製造のために行ってきた数々の行為が発覚し処刑されるが、チャフにより闇魂を埋め込まれ不死性を取得して復活。およそ100年後、復讐のためにアルタイオを襲撃して壊滅寸前まで追い詰める。その折、ヴァルガーという圧倒的な存在を知り、今度はそちらに興味を向けることになる。
主人公たちと紆余曲折あって、ヴェルフレイ神殿にヒュレーネと共に閉じ込められ、ヒュレーネの長話を延々20年近くも（「ネオ・ヴァルガー」の時代まで）聞かされる羽目になる。彼女の他者への気配り皆無な態度に振り回される経験はさすがに堪えたらしく、「ネオ・ヴァルガー」以降は他者への気配りも多少は見られるようになり、闇魂の素材となったローラ・パウルを完全な自由意志を持つ個体として復活させたり、（以前に比べれば比較的）穏便な手段でヴァルガー研究を進めたり、果ては倫理観の塊のようなディアーヌに好意を寄せたり、ザシャムとチェスをしながら茶をすすったりと、（相変わらず尊大な態度ではあるが）人として大きく成長する。
彼は作者のお気に入りらしく、初登場した4巻では丸々1章分を使って彼が過去に起こした事件のストーリーが描かれたが、シリーズ中、最も陰惨な内容だった。
チャフ
グレゴールの使い魔である有翼猫。翼は蝙蝠の羽根となっており、「バットキャット」とルビが振られている。最初に闇魂を埋め込む実験を受けた個体でほぼ不死身。非常に口が悪い上にリル以上に性悪で、周りからは「性悪猫（クソ猫）」と呼ばれている。グレゴールの指示で誘拐や殺人など数々の悪事に手を染めており、良心や倫理観といったものを全く持たない。その反面、使い魔としてのメンタリティに縛られ自由意思と言った物はほとんどない（イタズラ等もあくまで「命令されたことのついでにしでかした」ことである）。グレゴールの下を離れた後はドン・ペドロの使い魔として活躍し、彼との間に息子をもうける。「ネオ・ヴァルガー」の時代では母親になったことで落ち着いたのか、昔よりも性格が丸くなったが、これまでに行ってきた数多の悪行のために「迷惑猫」と呼ばれて悪名を轟かせている。
ザグ・ロビス
グレゴールに従う狂戦士。バトの大叔父に当たる。かつては勇者と呼ぶに相応しい人物だったが、魔剣「魂喰い（ソウルイーター）」で致命傷を負ったことによる死の恐怖に屈服して闇魂を受け入れ、グレゴールの忠実な僕となる。
ローラ・パウル
ファラ・ミルドレッドの先輩である死霊術師。理知的で清楚な雰囲気を漂わせた美女である。
100年前、グレゴールの研究内容に興味を持ち、彼に近づいた結果、惨殺されて闇魂の素材にされてしまう。
ところが「ネオ・ヴァルガー」の時代になって、惨殺した張本人であるグレゴールの手によって、ホワイトコブラ・ヴァルガー（ヒュレーネ）の肉体を素材として復活。さらに彼女は、自発的にグレゴールを師として仰ぎ、主人公（ヴェローナ&ディアーヌ）達の敵として立ち塞がるという再登場を果たした。
知的探求に関しては自由な発想の持ち主で、その点ではグレゴールに似た感覚を持ち合わせている（それがグレゴールに弟子入りした理由だとファラは分析している）。また、男女交際に関してはかなりの堅物であり、自由奔放なファラにとっては堅苦しくて取っ付き難い先輩だったようである。
ヒュレーネ・ド・ヴェルフレイ
大白蛇魔獣（ホワイトコブラ・ヴァルガー）のブレインである死霊術師。「千年惚気話」と呼ばれるほどの恐ろしい長話をする。破壊力はゼナ程ではないが、とにかく長い上に休息も睡眠も無しに、相手が生きている限り何年でも延々と続く。魔道師としては圧倒的なまでの魔力と実力を持ち、ヴァルガーですら眠らせる魔獣睡眠や魔獣麻痺といった強力な魔法を苦も無く扱う。
ドン・ペドロ・カルロス・ドレスデン
ドレスデン一族の一員でランドシップ船団を率いる。海賊でありながらカナヅチな上に潮風のアレルギー持ちで、ギルバートから間抜け呼ばわりされる。なお、彼の配下も全員がカナヅチで、新たに部下をとる際にも「泳げるかどうか」が第一の条件。
ドレスデン一族らしく倫理観は希薄だが、グレゴールよりはマシで、使い魔にしたチャフが4WDを殺害したことを知った時は仰天してしまっている。ノワールに謁見した時に彼の度量に心酔し、以後は絶対の忠誠を誓う。
ワルス・ワルサー・ワルプルギス・ワーワルスキー・ドレスデン
ドレスデン一族の当主で、名前の頭文字が全てWから始まるので「4WD」と呼ばれる。「時は金なり（タイム・イズ・マネー）」をモットーにしており、何事もスピードを第一に考える。
猫と魔道と女と余計なおしゃべりが嫌いで、全てを1つにまとめたような存在であるチャフを毛嫌いしていた。ドレスデン一族の当主に力で成り上がっただけに陰謀や策略を得意とするが、自分にとって予測不可能なことや理不尽なことを理解しようとしない頑迷さを併せ持つ。後にチャフに暗殺される。正確にはその直前に脳溢血で意識不明となり、チャフはとどめを刺した。もっとも、脳溢血になったのは目の前で処刑された筈のチャフが再び現れたことによる精神的ショックが原因なので、チャフが最初から殺害したようなものである。
カオス・マーヤ
ドレスデン一族の一員である女海賊。顔に横一文字の傷跡があるのが特徴。美人だが海賊らしくガラが悪く、リムズベルの偵察の任務にしくじったことで上司にキツク叱られたことに腹を立てて、ヤケ酒をかっ喰らっていた時にダス・ピリスに出会って意気投合する。
ダス・ピリス
ダンバス帝国軍の軍人で部隊長。バト・ロビスの同僚でもある。「呑酒戦士（呑んべ戦士）」と呼ばれる程の無類の酒好きで、物語冒頭でリムズベルに降伏勧告の使者として発った時も泥酔状態で赴き、ルナに水を頭からぶっかけられて宣戦布告を受け取って本陣に戻るもお咎め無しという、ある意味、ダンバス帝国軍の風潮を象徴する人物である。単なる酔っ払いではなく、戦士や指揮官としての力量もバトに匹敵し、リムズベル攻防戦では城の大門を破って城内への一番乗りを果たしている。その後、本国に戻った将軍の代理としてログリアンに駐留するも、やることが無く、ヤケ酒の日々を送る。
ノワール・ダンバス
黒竜帝（エボニードラゴン）。ダンバス帝国の皇帝であるが致命的な鶏頭（健忘症）の持ち主。ただその一点だけを除けば知力・体力共に人並み以上に優れており（バト・ロビスは「記憶力に問題はあるが理解力は優れた人間」と評している）、皇帝にふさわしい度量も備えている。ゼナの惚気話に耐えられる唯一の人間で、後にゼナを皇妃に迎える。
ザシャム
ヴァルガーの敵対者「ル・ファール」と直接コンタクトを取った唯一の存在であり、史上初めてヴァルガーに反抗した伝説の大魔道師。「グレート」の尊称で知られる。ル・ファールにパワーアシスト支援を受けるようになってから寿命も大幅に伸びたらしく、ヴァルガーがこの星を直接統治していた時代（数百年前）の人物のはずだが、現在もなお精力的に活動を続けている。出身はドラゴンヴァルガー公の血筋であり、またロビス一族は彼の直系子孫にあたる。
（少なくとも「ルナ・ヴァルガー」の時代においては）複数の魔道系統に精通する稀有な存在であり、同時にアイテム作成の名人。ヴァルガーと反発するアイテムの作成など、当時の統治形態においては思想的に危険な研究をしていた。そして最終的には、ヴァルガーを滅する斬魔獣剣などを作成に成功する。
また、ヴァルガー封印の余波の影響で様々な技術の達人となり、俗世とは一線を敷いているものの、多くの弟子を取り続けてきたようだ。だが、よほど傑出した（放置しておくと危ない）人物以外は相手にしない。またある事情から、会話の端々に「ゆうもあ」を取り入れる癖があり、こちらの弟子を取ることもある。
魔道師の弟子としてテオドラがいる。また、バト・ロビスやシェフも弟子らしいが、何の弟子なのかは不明。後にスミス・チョーサーを「ゆうもあ」の弟子とした。また弟子ではないが、物語の結末時にグレゴールやローラ・パウルなど、俗世に野放しにしておくと危ない者たちを自分の住居に招いている。
ヴェーダ・ピリス
商業都市リドルにある酒場「斧剣（アクスォード）亭」のマスター兼医者を務める女性。ダス・ピリスの実姉で、バト・ロビスとも古くからの知り合いである。豪快な性格をした女傑で、酒もダスより強い。医者としても確かな腕前を持ち、酒場の常連からは「ドクター」と呼ばれて一目置かれている。ダンバス特産の芋焼酎を満たすことで透視効果を持つフラスコ型魔道具を所持している。
デューク
ダークヴァルガーを崇めるシャドウ・ウールスの一人。
スクランブル（認識攪乱）能力の持ち主。
ルナが変身した影響でダークヴァルガーの封印が緩み、一族の中で一番先に目覚めた。
シャドウ一族は互いをナンバーで呼び合っていて彼は常に最終ナンバーだった（人とシャドウのハーフだったため）。
どんなに能力を磨こうとも上に上がれないことに嫌気をさした彼は一族を抜けて単身地上に出る。
以後は凄腕のアサシンとして裏の世界で活躍するが、ヴァルガーのブレイン（頭脳）であるルナと出会い、彼女の人柄に惚れ込んで従属を誓う。それによって番号でない名前を付けてもらえることになった。そして選んだ名前がデュークである。これは伝説のアサシンの名前からとったもの。
以降、よく19（じゅうく）と間違えられる。
なお、シャドウの間ではナンバー19は欠番とされており（現在のナンバー1の母親で、彼の命令で一族が移動する際に老病の身が足手まといとならぬよう自害した。これによって他の病人などの多くが自害を強いられた。デュークは彼女に批判的だったため、そのこと自体を忘れていた）、この呼び間違いを聞くとシャドウの多くは激怒する。

## ヴァルガー
魔獣種族と記述されるヴァルガーであるが、物語中では以下のように分類される。なお、本シリーズには登場せず、魔獣戦記ネオ・ヴァルガーにしか登場しないものもここで説明するものとする（これらには名前の後ろに「☆」を付ける）。なお、原作でも漢字名や仮名名において記述が一定していないが、ここでは最も登場回数の多いと思われる綴りで記述する。
魔獣王（オリジナルヴァルガー） ☆
ルナたちの世界にヴァルガー要素を持ち込んだ張本人であり、人の能力を大きく上回る超越的存在。だが、同格の存在である「ル・ファール」の一族との戦いに敗れた敗残の身でもあり、物語の舞台である惑星の近くの亜空間にて休息を始めたころから、この惑星の運命が大きく変わる。
自身の分身である超越魔獣（ハイパーヴァルガー）を従え、自身が休眠中でも活動させることができる。超越者ではあるが創造神ではなく、この惑星に来たのは単なる偶然である。グレゴールと対話した時も「自分は単なる落ち武者である」と、しごく冷静に自身の存在を評価している。
四天王が下級魔獣を作り出したのは、オリジナルヴァルガーが子孫を残すための伴侶ともいうべき存在を産み出すためであった。数百年の年月を経てそれに成功し、その運命を受け入れたディアーヌと共に、いずこかへ旅立った。
超越魔獣（ハイパーヴァルガー）
分身魔獣（コピーヴァルガー）、上級魔獣（グレーターヴァルガー）とも記述され、魔獣王から作られた配下のヴァルガー。4体がこの世界に存在し、魔獣四天王とも呼ばれる。魔獣王が存在している限り復活は可能。
複製魔獣（コピーヴァルガー）
再複製魔獣（リコピーヴァルガー）とも、下級魔獣（レッサーヴァルガー）とも記述される。超越魔獣（ハイパーヴァルガー）たる鉱の魔獣により作られたヴァルガー。8体がこの世界に存在する。単体での知能は低く、人間と合体し頭脳体（ブレイン）とすることで理性的な行動が出来るようになるが、合体した人間も徐々に魔獣に侵食されて消滅してしまうため定期的に新たなブレインとなる人間と合体することで代替わりしている。ヴァルガーたちが地上を支配していた時代には、合体した状態を「神獣公（ヴァルガーロード）」と呼んだ（イクティやシャドウは現在でもそう呼ぶ）。
以下に、各ヴァルガーの一覧と説明を示す。
闇の魔獣（ダーク・ヴァルガー）
破壊を司る魔獣。南方の地に封じられており、封印を解くため、上に建国されたダンバス帝国の住民に破壊衝動を植えつける。結果、ダンバス帝国は理由もなく他国に攻め入る野蛮人の集団になってしまった、と分析されている。
形状は黒い竜巻で、(一般的な生物で言うところの)体内に広大な空間を持っており、そこに吸い込まれた者は、消化吸収される運命にある。重力操作能力に卓越しており、自身の体も重力波のようなもので構成されており、物理的な攻撃は一切受け付けなかった。だが、巨竜魔獣に能力を模倣されて自身の技で滅ぼされる。そして力の一部は、ルナの娘であるディアーヌに引き継がれた。
OVAでは小説とは逆で、闇の魔獣の方が巨竜魔獣の能力を完全にコピーして襲い掛かってくる展開になっている。
従属種族はシャドウ・ウールス。外見は人と酷似しているが、肌が黒く、男性は頭髪がない。固体の戦闘力に基づく絶対的な序列社会を形成しており、戦闘力に応じてナンバーを振り分け、それがそのまま固体の名前になっている。また、上位者は例外なく超能力者(人間の魔道師に相当)であり、同時に卓越した体術も心得ており、「魔法戦士」として非常に高い戦闘力を持つ。主であるダークヴァルガーの封印に巻き込まれ、長きに渡ってダンバスの地下に封印されていた。
鉱の魔獣（メタル・ヴァルガー） ☆
創造を司る魔獣。非常に高い知性を備えており、オリジナルヴァルガーの命令実行役として、下級魔獣や彼らに従うウールス全般を創造したのも彼（？）である。
形状は無数の金属ワイヤーが縒り合わさった巨大な目玉。物体の組成を原子レベルで変換する技に長けており、まさに「創造主」の名にふさわしい実力を持つ。
策略によってディアーヌに敗れた後、グレゴールの研究材料とされてしまう。
従属種族はメタル・ウールス。外見はアイアン・ゴーレムそのものだが、高い知性を有する。主の封印と共に錆びついて崩れ去ってしまった。
光の魔獣（ライトニング・ヴァルガー） ☆
移送を司る魔獣。巨の魔獣が蓄積した力を必要に応じて移送する役割を担っていた。この星の南極に封印されていたが、後に封印をとかれ、紆余曲折あった挙句に瀕死状態のところを火焔鳥魔獣に吸収されてしまう。
形状は光り輝く球体。各種エネルギーをさまざまな形で放出する能力をもっていたが、知覚関係は軒並み鈍く、お世辞にも知性が高いとは言えなかった。
従属種族はクリスタル・ウールス。生息地域が人とは異なったためか、名前だけが伝承に残るのみの存在。
巨の魔獣（ギガント・ヴァルガー） ☆
蓄積を司る魔獣。この星の唯一の衛星と思われていた月が、実は衛星ではなく「巨の魔獣」本体だった。内部に蓄積した力を魔力に変換して貯蔵する役割を担っており、これを光の魔獣が必要に応じて移送していた。この力こそ、この星に魔法が存在する上で必要不可欠の存在である。
やがて他の魔獣と同じく封印されてしまうが、自分の役割をこなすこと以外に興味はなかったらしく、封印が施された後も、淡々と力を蓄積する仕事を続けていた。やがて蓄積上限を超えた魔力が、封印から漏れ出していた。
ディアーヌ・グレゴール・メディアによって蓄積した力を全て吸収され、存在できなくなって爆発崩壊する。その折、知性らしきものを見せたものの、馬鹿正直で愚鈍なさまを見せ付けただけにとどまる。
従属種族はスカラベ・ウールス。生息地域が人とは異なったためか、外見や生態系はほとんど不明である。
巨竜魔獣（ドラゴン・ヴァルガー）
リムズベル城地下に封印されていたコピーヴァルガー。リムズベルがダンバスの侵略を受けた際に、主人公ルナが封印を解いて合体した。二本足で直立する蜥蜴のような姿（あろひろしのイラストでは当時信じられていたティラノザウルスの復元図に似た姿）をしており、口から衝撃波を出して攻撃する破壊叫（ブラストヴォイス）と鉤爪が主な攻撃。テオドラ・ド・エリオンが施した処置により、人間型の姿（尻尾以外は頭脳体そのままの姿）をとることも出来る。知能が低いと言われるヴァルガーだが、ブレインとなったルナと会話が成立する程度には知能があり、意識の一部はディアーヌの中に受け継がれている。
伝説上の存在でしかなかったヴァルガーを広く世界に知らしめた存在として筆頭に挙げられることが多いが、他のヴァルガーとの戦いで完勝したのは大蛸魔獣のみで、黒蛇魔獣には大苦戦の末にかろうじて勝利（しかも、最後の止めを刺したのみ）、大白蛇魔獣には完敗、闇の魔獣とは相打ちと冴えない戦績となっている。もっとも、ヴァルガー以外の敵には完勝しているので決して弱い訳ではない。
従属種族は水棲人イクティ・ウールス。水中活動に優れるが、乾燥した環境や長時間の陸上活動には弱く、ウエットポーションという薬が必須となる。リムズベル城近くの海底に封印され、ルナが旅立った後に姿を見せた。ゼナを神獣公の代理と認め、リムズベル大公家に仕える。
黒蛇魔獣（クロスサーペント・ヴァルガー）
ゾアン渓谷に封印されていた魔獣。頭脳体が健在なころは後述の大白蛇魔獣と親交があった。巨竜魔獣曰く「いけすかない奴」。生贄を欲する残忍な性格。その牙、および口から吐き散らす毒で人間を石化させて食べ、力を蓄えていた。
一度は巨竜魔獣を退けるも、バト・ロビスに中央の目を潰される、ミル・ユードに斬魔獣剣の試し斬りで首を切り裂かれる、アルタイオ評議員全員の魔力を集中させた「オール・イン・ワン」で瀕死にされるなど散々に打ちのめされた後、ゾアン渓谷で巨竜魔獣に押さえ込まれてミルに斬魔獣剣で首を斬り飛ばされる。
その後、シェフの究極のスタミナ料理の食材やグレゴールの研究材料とされる。なお、生贄を欲するのは頭脳体が消滅するのを防ぐための方策で、ある意味、止むに止まれない事情とも言える。
OVAでは多頭型で三つの首がある
従属種族はゾアン・ウールス。獣に変身する能力を持つが、どのような獣に変身するかは家族・兄弟でもバラバラで統一性が無い。封印を免れて代を重ねるうちに、ウールスに刷り込まれた主への本能的忠誠心はかなり薄くなっていたが、黒蛇魔獣に生贄を捧げていたことは風習として遺されていた。黒蛇魔獣が倒された後、バト・ロビスに従ってゾアン渓谷を出て魔道都市・アルタイオに門前町を作り、一部のゾアンは魔道の才を見出されてアルタイオ入りした。
大白蛇魔獣（ホワイトコブラ・ヴァルガー）
ヒュレーネをブレインとするヴァルガー。首の部分からはムカデのような脚が生え（普段は収納されている）、この先端および牙には相手を白蝋屍（ホワイドデッド）化させる毒をもつ。ヒュレーネ自身の魔道力と相まって、下級魔獣の中では非常に強力な存在であり、死の魔獣（デス・ヴァルガー）として恐れられている。
黒蛇魔獣同様、頭脳体を維持するためには生贄が必要だったが、ヒュレーネが月からの魔力をダイレクトに受け取れるように神殿を改造したため、生贄が不要になった。
テオドラの張った結界に閉じ込められるが、気にすることなく『ネオ・ヴァルガー』の時代まで引き籠っていた。ディアーヌに敗れ、グレゴールにより闇魂の材料とされてしまう。
従属種族は有翼人ウイング・ウールス。ただし、『ネオ・ヴァルガー』の時点では男性の老人1人しか残っておらず、事実上絶滅状態。
大蛸魔獣（クラーケン・ヴァルガー）
海を縄張りとする魔獣。知能は恐ろしく低い（ブレインの無いヘッドレス状態のため）。
巨竜魔獣の破壊叫を体内から喰らい、敗れる。
かつてのブレインは「ワルプルギス公」という名前だったらしい。ドレスデン一族（4WD）との関係は不明。
従属種族は粘体人スライム・ウールス。ただしこれは種族というよりも大蛸魔獣とつながっている単なる端末であり、ウールスと呼ぶべきではない、とイクティの長などは強く主張する。実際、単独では知性は無い模様。
火焔鳥魔獣（フェニックス・ヴァルガー） ☆
新世代の魔獣として創造され、下級魔獣の中でも群を抜いた能力を持つ。飛行能力を持つ他、それまでの下位魔獣には扱えなかった重力操作能力を持っている。過去のいきさつから、ブレインと合体する直前の状態で封印されていた。
そして、ドレスデン4WDの孫娘であるメディアが、策略を用いて記念すべき最初のブレインに成りおおせた。
メディア自身は有能といってよい人間だが、性格が根本的にドレスデンであり、人を大きく上回る力を得たにもかかわらず俗世根性が抜けなかった。その低俗な思考をグレゴールに軽蔑され、光の魔獣を吸収してもなお「ザ・トリプルフールズ（三重愚魔獣公）」と蔑称される。
だが、物語の結末時に、ディアーヌに懇願されたグレゴールによって人間として再構成され、メディアに仕えるようになる。
従属種族は設定されていない。
滑空獣魔獣（フライングビースト・ヴァルガー） ☆
飛行能力を持つムササビ型の魔獣。飛行能力を持つ性格上、下位魔獣でありながら限定的ではあるが重力制御能力を有していた。
メディアが造り出したホムンクルスをブレインとして与えられ、捨て駒にされてしまう。
従属種族はミノター・ウールス。『ネオ・ヴァルガー』の時点では激減しており、各地に細々と生存する個体はモンスター扱いである。
甲蠍魔獣（スコーピオン・ヴァルガー） ☆
かつては東の大陸の大半を支配していた魔獣。滑空獣魔獣と同様、メディアの捨て駒として扱われる。魔獣史上の中で初めてヴェローナとドルツという人間ごとき下等な存在に叩きのめされるという、かなり救われない運命を辿るはめになった。
従属種族はケントウ・ウールス。優秀な固体ではあったようだが、神獣公によって繁殖を含む全てを管理されていたために子孫を残せず、全ヴァルガー封印後ほど無く（2世代以内に）絶滅したと言われる。
粘体魔獣（スライム・ヴァルガー） ☆
別名：壊天魔獣。全てを喰らいつくす能力を持つ。食欲衝動のみで動かされ、知性は余り高くないのだが、ポテンシャルとしては上位魔獣と同等のものを持っており、食欲を満たすがために飛行能力や麻痺光線を即興で身に着けるという高性能を見せ付ける。
制御不能の存在であるため、他のヴァルガーと違い、作成者の鉱の魔獣の手によって封印されていた。
ネオ・ヴァルガー / ディアーヌ・ユード・テミス☆
ルナの中に遺された闇の魔獣と巨竜魔獣の因子を受け継いだ新世代ヴァルガー。

## 評価
作品を構成する要素から、たびたび作中に性的なシーンが登場して少年を興奮させた。（当時の）他のほとんどの作品では同種の露骨な性的表現は見られず、このシリーズはライトノベルとしては特殊な立ち位置であるとされると文芸評論家の榎本秋は紹介している。

## 既刊一覧
- 秋津透（著） / あろひろし（イラスト、9巻まで） / つなき亜樹（イラスト、10巻以降）、角川書店〈角川文庫 / 角川スニーカー文庫〉、全13巻
  - 『魔獣戦士ルナ・ヴァルガー1 誕生』1988年4月25日初版発行、ISBN 4-04-410501-4
  - 『魔獣戦士ルナ・ヴァルガー2 放浪』1988年6月13日発売[4]、ISBN 4-04-410502-2
  - 『魔獣戦士ルナ・ヴァルガー3 決戦』1988年9月9日発売[5]、ISBN 4-04-410503-0
  - 『魔獣戦士ルナ・ヴァルガー4 激闘』1989年1月31日発売[6]、ISBN 4-04-410504-9
  - 『魔獣戦士ルナ・ヴァルガー5 探索』1989年6月12日発売[7]、ISBN 4-04-410505-7
  - 『魔獣戦士ルナ・ヴァルガー6 故郷』1989年8月4日発売[8]、ISBN 4-04-410506-5
  - 『魔獣戦士ルナ・ヴァルガー7 風雲』1989年12月5日発売[9]、ISBN 4-04-410507-3
  - 『魔獣戦士ルナ・ヴァルガー8 南方』1990年3月1日発売[10]、ISBN 4-04-410508-1
  - 『魔獣戦士ルナ・ヴァルガー9 乱動』1990年10月9日発売[11]、ISBN 4-04-410509-X
  - 『魔獣戦士ルナ・ヴァルガー10 突入』1992年2月3日発売[12]、ISBN 4-04-410510-3
  - 『魔獣戦士ルナ・ヴァルガー11 遭遇』1992年8月24日発売[13]、ISBN 4-04-410511-1
  - 『魔獣戦士ルナ・ヴァルガー12 天命』1993年3月1日初版発行（2月23日発売[14]）、ISBN 4-04-410512-X
  - 『魔獣戦士ルナ・ヴァルガー外伝』1995年6月1日初版発行（5月30日発売[15]）、ISBN 4-04-410518-9
    - 「エリオン王国騒動記」「巨大ゴーレムの挑戦」「レギオン伝説」の3篇を収録。「エリオン王国」は1991年4月刊行の「ファンタジー王国III」収録、「巨大ゴーレムの挑戦」は1993年刊行の「ザ・ファンタジーII」に収録されたものの再録。「レギオン伝説」は書き下ろし。

## サウンドトラック
1990年10月21日、OVA発売前にOVA版サウンドトラックCD『決定版! 魔獣戦士ルナ・ヴァルガー 主題歌全曲集』として発売されたが、収録された10曲からリスナーの反応を見てOVAの主題歌を決めるという企画であった。作曲は川井憲次。作曲家の田中公平が参加しているが、歌唱のみ。
1. 魔獣戦士ルナ・ヴァルガー （子門真人）→のちにOVAオープニング曲に
2. ルナ・ヴァルガー甦る伝説 （鈴木康夫）
3. Oh! Miss Tough （富沢美智恵）
4. ルナ・ヴァルガーえかきうた （少年少女合唱団みずうみ）
5. 戦場に日が暮れて （桑江知子）
6. 進め!ルナ・ヴァルガー （田中公平）
7. 見つめさせて （皆口裕子・井上喜久子・富沢美智恵）
8. 魔道都市音頭 （松本明子）
9. ダンバス帝国進軍歌 （ミュージック・メン）
10. LUNA （生稲晃子）→のちにOVAエンディング曲に

## OVA
当初1990年の発売とされていたが、1991年からOVAとして全4巻のVHS・LD版が発売された。のちにビデオCD（同じく全4巻）でも発売されている。一部の曲は、事前に発売されたサウンドトラックからさらにアレンジされて使用されている。

### 声の出演
- ルナ - 富沢美智恵[16]
- ゼナ - 井上喜久子[16]
- ヴィーナ - 皆口裕子[16]
- バト・ロビス - 銀河万丈[16]
- ミル・ユード - 難波圭一[16]
- ロコ - 山田栄子[16]
- リル - 原えりこ[16]
- レイピア - 鶴ひろみ[16]
- ギルバート - 井上和彦[16]
- ヴァルガー - 屋良有作[16]
- バラン・バラクーダ - 西村知道

### スタッフ
- 原作 - 秋津透[16]
- キャラクター原案 - あろひろし[16]
- キャラクターデザイン - もりやまゆうじ[16]
- 監修 - 広川和之[16]
- 監督 - 影山楙倫[16]
- 脚本 - とまとあき[16]、塚本由美子[16]
- 絵コンテ - 広川和之（第1巻）、影山楙倫（第2巻 - 第4巻）
- 演出 - 浦田保則（第4巻）
- 作画監督 - 上條修[16]（第1巻）、高橋明信[16]（第1巻・第4巻）、荒木英樹[16]（第1巻 - 第4巻）
- 美術監督 - 勝又激[16]
- 色彩設定 - 上谷秀夫[16]
- 撮影監督 - 小西一廣[16]
- 音楽 - 川井憲次[16]
- 音響監督 - 渡辺淳
- プロデューサー - 高野顕[16]、山崎成人[16]
- アニメーション制作 - AIC、St.HAKK
- 製作・発売 - 角川書店[16]、ネクスタート[16]

### 主題歌
オープニングテーマ 「魔獣戦士ルナ・ヴァルガー」
作詞 - 秋津透と魔獣騎士団 / 作曲・編曲 - 川井憲次 / 歌 - 子門真人
エンディングテーマ 「LUNA Great」
作詞 - 和泉ゆかり / 作曲・編曲 - 川井憲次 / 歌 - 生稲晃子

### 各話リスト
1. リズムベル編
2. ログリアン編
3. ダンバス編
4. ダークヴァルガー

## カセットブック
1989年から発売されている。
1. 魔獣戦士ルナ・ヴァルガー 巨大ゴーレムの挑戦
2. 魔獣戦士ルナ・ヴァルガー2 襲来!海帝鯨（シーカイザー）

### 声の出演（カセットブック）
OVA版とは違う声優は太字で記した。レイピアとギルバートはカセットブック1と2でも異なる配役であるため、併記している。
- ルナ：富沢美智恵
- バト・ロビス：銀河万丈
- ミル・ユード：難波圭一
- ロコ：山田栄子
- リル：川浪葉子
- レイピア：半谷きみえ→土井美加
- ギルバート：田中亮一→井上和彦
- ヴァルガー：屋良有作
- マリオン・ネッド：池水通洋
- ゼナ：井上喜久子
- ヴィーナ：皆口裕子[注 1]
- バルト：佐藤正治
- ドン・デンガーン：郷里大輔
- バラン・バラクーダ：郷里大輔
- 海蛮人A：あろひろし
- 海蛮人B：秋津透

## ルナ・ヴァルガーRPG
山北篤のデザインによるテーブルトークRPGシステム。『魔獣戦士ルナ・ヴァルガー RPGリプレイ』というタイトルで「呆然」「愕然」「騒然」の全三巻が発売された。著者の表記は「秋津透とスペース・ワン・ゼロ」となっている。リプレイのテストプレイヤーには「秋津透」自身や朱鷺田祐介もいた。また、リプレイのプレイヤーキャラクターが原作小説の最終巻にゲスト出演している。

### 書誌情報
- 『RPGリプレイ 魔獣戦士ルナ・ヴァルガー〈呆然〉』1991年3月28日発売[17]、ISBN 4-04-410581-2
- 『RPGリプレイ 魔獣戦士ルナ・ヴァルガー〈愕然〉』 1992年4月23日発売[18]、ISBN 4-04-410582-0
- 『RPGリプレイ 魔獣戦士ルナ・ヴァルガー〈騒然〉』1993年5月27日発売[19]、ISBN 4-04-410583-9
  - 各巻の巻末には同じルールが掲載されているため、どの巻を用いても最低限のプレイは可能である。ただし、原作登場人物たちのサンプルデータやモンスターのデータなどは、第1巻の〈呆然〉にしか掲載されていない。また、背景世界に関する解説は最小限のことしか書かれていないため、実際にプレイするには原作小説を資料として引用することが必要になる。

## ガレージキット
ZEROよりルナ、リル、ヴィーナ、ゼナのフィギュアが発売。リルは1/6と1/8の二種、ルナは1/6と1/8二体の三種が出ており、1/6ルナは多色成形とパズル的な構成で、瞳以外無塗装無接着で完成させることが出来る。他デフォルメミニフィギュアとして五セット各二体のものが発売されており、バト・ロビス、ミル・ユード、レイピアなどが立体化されている。